# Булус ар-Рахиб
Ан-Нуши Абу Шукр ибн Бутрус (Булус, Павел) (ибн) ар-Рахиб — коптский писатель
-хронист XIII века, автор богословских трактатов «Книга исцеления» (1268) и «Книга доказательств» (Китаб аль-бурхан), а также трудов по коптской грамматике. Ему же историки приписывают авторство трактата 1257—1259 годов «История» (Тарих), или «Книга историй» (Китаб ат-таварих), который широко известен в западном мире как «Chronicon Orientale» («Восточная хроника»).

## Труды
«История»
Трактат описывает историю мира от сотворения до середины XII века. Трактат достаточно мал по объёму и даёт лишь конспективный обзор церкви и истории Ближнего Востока. Булус начинает своё повествование от Адама, а затем даёт описание и хронологию жизни святых людей после него в виде сводной таблицы в несколько колонок. Время от времени писатель вставляет цитаты из Ветхого Завета, которые образуют единое повествование о события библейской истории. В своей хронике Булус также сообщает про царей Израиля и основных этапах его истории. После падения Иерусалима писатель рассказывает о царях Вавилонии и Ахеменидской державы, попутно вставляя библейские или околобиблейские сюжеты об истории Еврейского царства. За властителями Персии идёт Александр и его империя, а затем греческие цари из династии Птолемеев. Часть заканчивается на завоевании Египта Августом, императором Рима. Отдельно от общего повествования идёт Рождество Христово. Следом Бутрус подробно перечисляет римских императоров, а также царей из Иродовой династии. События упоминаются нечасто, лишь ключевые, по мнению автора, среди которых, в частности, разрушение Иерусалима. Среди прочих Булус перечисляет святых, что жили в одно время с императорами.
После императора Диоклетиана Булус достаточно подробно описывает их деяния, включая отношение их к религии. Отдельно от остальных писатель выделяет монофизитов и халкидонитов. После римлян и Ираклия появляется Мухаммед и его последователи, чьи даты правления отмечаются как от сотворения мира, так и от хиджры, а их правление комментируется весьма кратко. Далее Буртус смешивает хронологию и после Омейядов доводит Аббасидов до 1258 года, после чего совершает резкий скачок назад и описывает годы правления Фатимидов и Айюбидов вплоть до аль-Мансура Нур ад-Дина Али. После этого Булус переключается на хронологическую таблицу правления Александрийских патриархов, указывая годы их правления как от Р.Х., так и от Сотворения мира. После Кирилла Александрийского писатель перечисляет только патриархов монофизитов, причём их правление комментируется весьма подробно, особенно у Диоскора. Последним из них является патриарх Афанасий, который занимал пост в середине XIII века. При этом хронику дописывали последователи Булуса, которые продлили список вплоть до патриарха Гавриила VII (1526—1569).
Хроника Булуса издавалась неоднократно. В XVI веке её вывез из Египта историк-маронит Ибрахим аль-Хакилани, а затем в 1651 году издал в Париже. В 1729 году Иосиф Ассемани опубликовал новый перевод хроники. На арабском она появилась лишь в 1903 году в переводе и с комментариями Л. Шейхо, который дополнил её латинским переводом своих предшественников с исправлениями по оригиналу. 

## Переводы сочинений
- Булус ар-Рахиб. Богословские и философские трактаты / пер. Давыденков О., прот. // Арабы-христиане в истории и литературе Ближнего Востока. — М.: Издательство ПСТГУ, 2013. — С. 70—149.